# Zoë Nathenson
Zoë Nathenson (* 1969) ist eine britische Schauspielerin.
Zoë Nathenson stand erstmals im Alter von vierzehn Jahren vor der Kamera. Im deutschsprachigen Raum bekannt wurde sie als Filmtochter Jeannie von Hauptdarsteller Bob Hoskins in dem 1986 entstandenen britischen Thriller Mona Lisa. Zoë Nathenson leitet gegenwärtig eine selbstgegründete Schauspielschule.

## Filmografie
- 1983: Those Glory Glory Days (TV)
- 1986::: Mona Lisa
- 1984:–1986 Dramarama (TV-Serie)
- 1987: 2019 – die Knechte Gottes (Knights of God) (TV-Serie, Episodenrolle)
- 1987: Hearts of Fire
- 1988: The Comic Strip Presents… (TV-Serie, Episodenrolle)
- 1988: Two of Us (TV)
- 1988: Raggedy – Eine Geschichte von Liebe, Flucht und Tod (The Raggedy Rawney)
- 1989: Capital City (TV-Serie, Episodenrolle)
- 1997: Damian Cromwell's Postcards from America (TV-Serie)
- 1997: One Night Stand
- 1999: I'm the Elephant, U Are the Mouse
- 1989:–1999 The Bill (TV-Serie)
- 2003: True Brit